# TSPAN19
TSPAN19 (англ. Tetraspanin 19) – білок, який кодується однойменним геном, розташованим у людей на 12-й хромосомі. Довжина поліпептидного ланцюга білка становить 248 амінокислот, а молекулярна маса — 28 460.
| 10         |  | 20         |  | 30         |  | 40         |  | 50         |
| ---------- |  | ---------- |  | ---------- |  | ---------- |  | ---------- |
| MLRNNKTIII |  | KYFLNLINGA |  | FLVLGLLFMG |  | FGAWLLLDRN |  | NFLTAFDENN |
| HFIVPISQIL |  | IGMGSSTVLF |  | CLLGYIGIHN |  | EIRWLLIVYA |  | VLITWTFAVQ |
| VVLSAFIITK |  | KEEVQQLWHD |  | KIDFVISEYG |  | SKDKPEDITK |  | WTILNALQKT |
| LQCCGQHNYT |  | DWIKNKNKEN |  | SGQVPCSCTK |  | STLRKWFCDE |  | PLNATYLEGC |
| ENKISAWYNV |  | NVLTLIGINF |  | GLLTSEVFQV |  | SLTVCFFKNI |  | KNIIHAEM   |

A: Аланін

C: Цистеїн

D: Аспарагінова кислота

E: Глутамінова кислота

F: Фенілаланін

G: Гліцин

H: Гістидин

I: Ізолейцин

K: Лізин

L: Лейцин

M: Метіонін

N: Аспарагін

P: Пролін

Q: Глутамін

R: Аргінін

S: Серин

T: Треонін

V: Валін

W: Триптофан

Локалізований у мембрані.